# Josef Poncar
Josef Poncar (14. března 1902 Chodouň – 6. listopadu 1986 Zdice) byl český kapelník a skladatel v oblasti české lidové dechové hudby.

## Život
Otec Josef byl topičem na lokomotivě a současně lidovým muzikantem. Hrál na trombón v kapele majitele sléváren v Komárově, knížete z Hanau. Syn Josef vyrůstal tedy jako syn knížecího komorního hudebníka. Otec ho naučil hrát na housle a postupem času se naučil hrát na všechny žesťové nástroje, stejně jako violoncello a kontrabas. Zejména tenorový lesní roh ho provázel po celý život. Již v jedenácti letech dokázal vytvořit z chodouňských kluků vlastní kapelu a od té doby působil více než 50 let jako vedoucí orchestru.
Po vyučení truhlářem pracoval na plný úvazek jako zaměstnanec Československých drah. Na dráze pracoval plných 33 let. Působil i 29 let v symfonickém orchestru pražských železničářů. Jeho první skladbou byla polka Při svitu, když bylo Poncarovi pouhých 16 let, a o rok později následovala polka Andulička.
Od roku 1939 žil ve Zdicích.

## Dílo
Rok 1935 přinesl Poncarovi velký skladatelský úspěch. Nahrávací společnost Ultraphon uspořádala soutěž o nejlepší polku. Jednoznačným vítězem se stalo Poncarovo „Já nemám nic“ s textem Josefa Chlumeckého. S tímto pocitem úspěchu začala velmi produktivní kompoziční fáze.
Během života Josef Poncar vytvořil přes 150 skladeb, polek a valčíků, přibližně 50 jich vyšlo tiskem a mnoho nahrávek na gramofonových deskách. Nejznámější jsou: Chodouňská polka, Ten večer májový, Karlíčku můj, Modrá kukadla (Zdická polka), Přes dvě vesnice a další. Mnohé z krásných polkových a valčíkových melodií Josefa Poncara jsou v Čechách téměř folklórem a jsou zde stejně známé a oblíbené jako tradiční lidové písně.
Byl velmi činný jako hudební skladatel a vedle Jaromíra Vejvody a Karla Vacka patří k nejznámějším skladatelům české dechové hudby.

## Skladby
- Chodouňská polka
- Den nejhezčí (valčík)
- Já nemám nic (polka)
- Když slyším klarinet (polka)
- Lásky hledání aneb Žal srdce (valčík)
- Lucie (polka)
- Počápelská polka nebo Cecilka polka (Na ptačí louce)
- Přes dvě vesnice (polka)
- Andulička (polka)
- Pytlák (waltz; s Bedřichem Ondráčkem)
- Říkej „mám tě rád“ (valčík)
- Stázičko má (polka)
- Své srdíčko pohlídám (polka)
- Tam u Rožmitála (polka)
- Ten večer májový (waltz)
- V té naší zahrádce-sousedská
- Za potočinou (polka)
- Za šera (polka)
- Zakazana polka
- Zdička (polka)
- Žanynka má (polka)

## Upomínky
V roce 1999 byla založena kulturní akce Poncarovy Zdice. Koncertem dechové hudby si zdičtí připomínají skladatele a dirigenta Josefa Poncara.
Díky filmu Vesničko má středisková se dostala do bližšího podvědomí širší veřejnosti Chodouňská polka. 
Po Josefu Poncarovi je pojmenována ulice Poncarova na rozhraní Stodůlek, Řeporyj a Třebonic v Praze. Další ulice nesoucí jeho jméno se nachází ve Zdicích. V roce 1997 byla odhalena pamětní deska na jeho rodném domě v Chodouni.